# James Cook University
Die James Cook University (JCU) ist eine Universität in Townsville und Cairns, im australischen Bundesstaat Queensland.
Gegründet wurde die James Cook University im Jahre 1970; Namensgeber ist James Cook. Neben den beiden Hauptstandorten Townsville und Cairns gibt es Standorte in Brisbane (seit 2006) und Singapur (seit 2003) sowie Institute in Mackay, Mount Isa, Thursday Island, Orpheus Island und Paluma. Die Universität betreibt für ihre veterinärmedizinische Forschung, insbesondere zu Rindern, den Bauernhof Fletcherview in der Nähe von Charters Towers.

## Zahlen zu den Studierenden

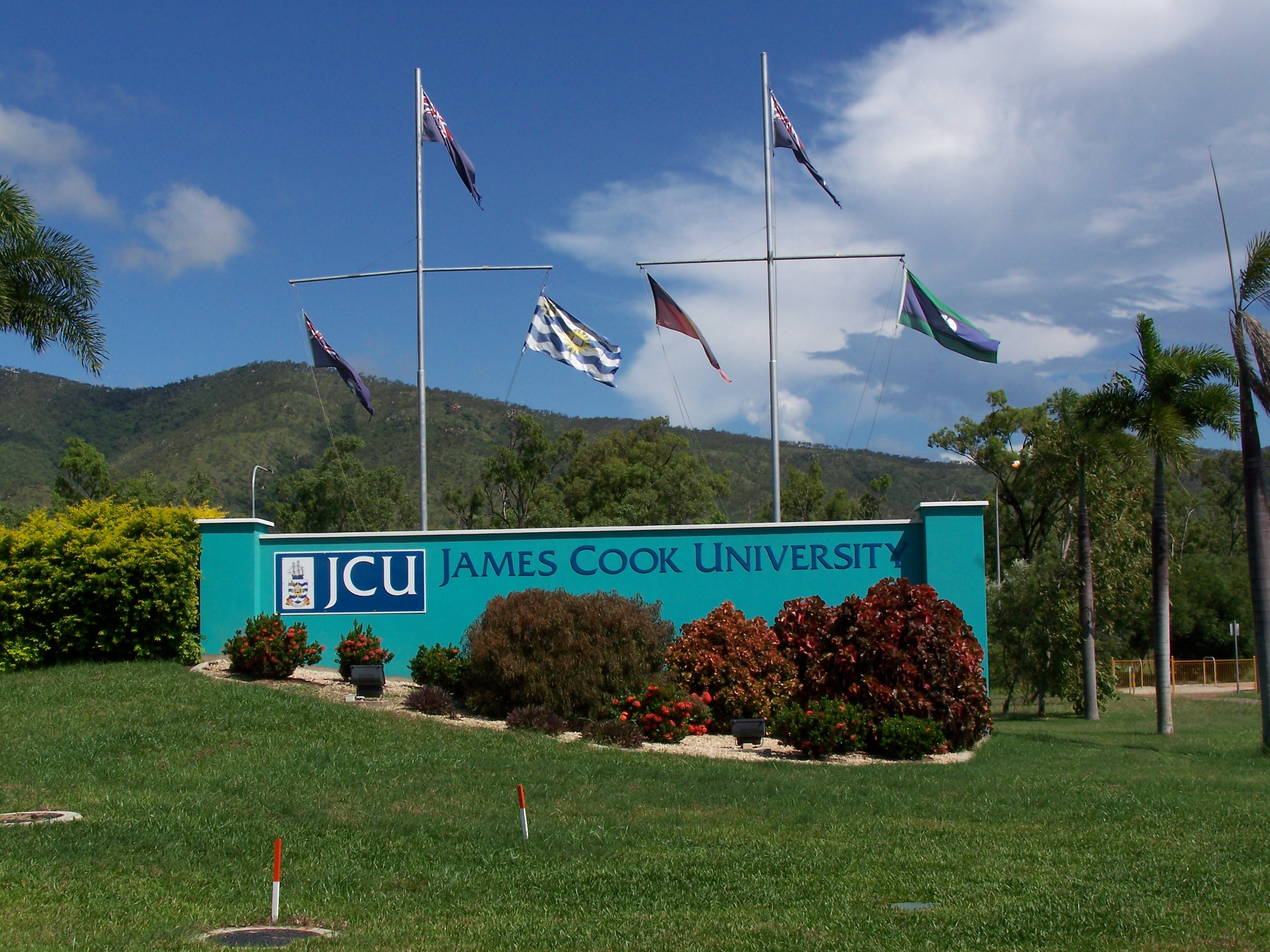
James Cook University (Hauptzufahrt)

2020 waren 19.796 Studierende an der James Cook University eingeschrieben (2016: 21.378, 2017: 20.858, 2018: 20.803, 2019: 20.915). 13.020 davon (65,8 %) hatten noch keinen ersten Abschluss, 12.172 davon waren Bachelorstudenten. 6.009 (30,4 %) hatten bereits einen ersten Abschluss und 916 davon arbeiteten in der Forschung.
2007 waren es 15.756 Studierende gewesen.

## Fakultäten
- Kunst, Bildung und Sozialwissenschaften
- Recht, Wirtschaft, Kunst- und Geisteswissenschaften
- Gesundheit, Medizin und Molekularwissenschaften
- Natur- und Ingenieurwissenschaften sowie Informationstechnik